# Liste der Mitglieder des Sächsischen Landtags 1849/50
Diese Liste gibt einen Überblick über die Mitglieder des Sächsischen Landtags des Jahres 1849/50. Er tagte vom 10. November 1849 bis zum Vollzug der durch König Friedrich August II. verfügten Auflösung des Landtags am 1. Juni 1850. Es war der zweite und letzte Landtag, der nach dem liberalen Wahlrecht vom 15. November 1848 gewählt worden war.

## Zusammensetzung der I. Kammer

### Präsidium
- Präsident: Robert Georgi
- 1. Vizepräsident: Constantin Schenk
- 2. Vizepräsident: Franz August Mammen
- 1. Sekretär: Simon Gustav Meisel
- 2. Sekretär: Wolfgang Freiherr von Herder

### Sitzverteilung
| Wahlkreis                  | Abgeordneter                            | Bemerkungen |
| -------------------------- | --------------------------------------- | --- |
| Vertreter des Königshauses | Prinz Johann                            | |
| 1, 2 und 3                 | Gustav Woldemar Kretzschmar             | |
| 1, 2 und 3                 | Christian Gottlieb Riedel               | |
| 4, 5 und 6                 | Christian Friedrich Elstner             | |
| 4, 5 und 6                 | Johann Gottlieb Unger                   | |
| 7, 8 und 9                 | Constantin Schenk                       | |
| 7, 8 und 9                 | Jacob Peter Ziesch                      | |
| 10, 11 und 12              | Heinrich Eduard Minckwitz               | ausgetreten vor 28. Dezember 1849 |
| 10, 11 und 12              | Carl August Böhme                       | eingetreten am 15. Januar 1850 |
| 10, 11 und 12              | Peter Alfred Graf von Hohenthal         | |
| 13, 70 und 72              | Robert Georgi                           | |
| 13, 70 und 72              | Wilhelm August Ernst Haden              | |
| 14, 15 und 16              | Rudolf Benno von Römer                  | |
| 14, 15 und 16              | Christian Albert Weinlig                | |
| 17, 18 und 19              | Julius Müller                           | |
| 17, 18 und 19              | Gottlieb Seidewitz                      | |
| 20, 27 und 28              | Johann Gottfried Kaltofen               | |
| 20, 27 und 28              | Wilhelm Ehregott Oehmichen              | |
| 21, 25 und 26              | Carl Lindner                            | |
| 21, 25 und 26              | Moritz Meißner                          | |
| 22, 23 und 24              | Albert Dufour-Féronce                   | |
| 22, 23 und 24              | Heinrich Poppe                          | |
| 29, 30 und 32              | Franz Eduard Claus                      | |
| 29, 30 und 32              | Christian Kaufmann                      | |
| 31, 33 und 34              | Christian Gottfried Ahnert              | |
| 31, 33 und 34              | Hermann Edmund Buhk                     | |
| 35, 59 und 60              | Carl August Haase                       | |
| 35, 59 und 60              | William Eduard Kraft                    | vorläufig eingetreten am 7. Mai 1850; der ursprünglich gewählte Abg. Gustav Heinrich Freiherr von Biedermann vertrat den 54., 55. und 56. Wahlbezirk                                                                          |
| 36, 37 und 51              | Hermann Joseph                          | |
| 36, 37 und 51              | Heinrich Gottlob Graichen               | eingetreten am 27. März 1850; der ursprünglich gewählte Abg. Martin Gotthard Oberländer lehnte die Mandatsannahme ab |
| 38, 39 und 40              | Richard Müller                          | |
| 38, 39 und 40              | Otto Heinrich von Watzdorf              | |
| 41, 42 und 43              | Christian Carl Böhler                   | |
| 41, 42 und 43              | Franz August Mammen                     | |
| 44, 45 und 46              | Johann Friedrich Schiller               | |
| 44, 45 und 46              | Friedrich Rödiger                       | |
| 47, 48 und 49              | Hermann Moritz Garten                   | |
| 47, 48 und 49              | Simon Gustav Meisel                     | |
| 50, 52 und 53              | Christian Fürchtegott Günther           | |
| 50, 52 und 53              | Karl Mehnert                            | |
| 54, 55 und 56              | Gustav Heinrich Freiherr von Biedermann | |
| 54, 55 und 56              | Christian Friedrich Glumann             | |
| 57, 58 und 59              | Carl Friedrich Metzler                  | eingetreten am 29. Januar 1850; der ursprünglich gewählte Abg. Gustav Heinrich Freiherr von Biedermann vertrat den 54., 55. und 56. Wahlbezirk                                                                                |
| 57, 58 und 59              | Carl Ferdinand Oehme                    | |
| 62, 66 und 71              | Adolph Moritz Jungnickel                | |
| 62, 66 und 71              | Albert Schwarz                          | |
| 63, 64 und 65              | Gottlob Friedrich Göhler                | |
| 63, 64 und 65              | Wolfgang Freiherr von Herder            | |
| 67, 68 und 69              | Johann Gottlieb Bähr                    | |
| 67, 68 und 69              | Friedrich Theile                        | Als Teilnehmer am Dresdner Maiaufstand verhaftet und zum Tode verurteilt. Die Kammer votierte am 22. März 1850 für eine Aufnahme Theiles, die Haft wurde aber nicht aufgehoben, sodass er das Mandat nicht wahrnehmen konnte. |
| 73, 74 und 75              | Albert von Carlowitz                    | ausgetreten am 12. März 1850 |
| 73, 74 und 75              | Robert Gotthard Schröder                | vorläufig eingetreten am 23. April 1850 |
| 73, 74 und 75              | Carl Julius Küttner                     | |

## Zusammensetzung der II. Kammer

### Präsidium
- Präsident: Emil Cuno
- 1. Vizepräsident: Gustav Friedrich Held
- 2. Vizepräsident: Ludwig Haberkorn
- 1. Sekretär: Carl Friedrich Hohlfeld
- 2. Sekretär: Friedrich Wilhelm Prüfer

### Sitzverteilung
| Wahlkreis | Abgeordneter                            | Bemerkungen |
| --------- | --------------------------------------- | --- |
| 1         | Heinrich Julius Kämmel                  | |
| 2         | Carl Gottlieb Schwerdtner               | |
| 3         | vakant                                  | die Wahl von Adolf Ernst Hensel wurde wegen Formfehlern nicht anerkannt |
| 4         | Rodo Kretschmer                         | |
| 5         | Friedrich Heinrich Sommer               | |
| 6         | Gustav Adolph Weltz                     | |
| 7         | Ernst Traugott Jacob                    | |
| 8         | Johann Mros                             | |
| 9         | Carl Ernst Müller                       | |
| 10        | Johann August König                     | |
| 11        | Johann Jacob Jesorka                    | |
| 12        | Ludwig Haberkorn                        | |
| 13        | Carl August Hähnel                      | |
| 14        | Heinrich Leopold Böttger                | |
| 15        | Karl Biedermann                         | |
| 16        | Friedrich Wilhelm Oehmichen             | |
| 17        | Friedrich Wilhelm Prüfer                | |
| 18        | Emil Sommer                             | |
| 19        | Ferdinand Moritz Heisterbergk           | eingetreten am 30. November 1849; der ursprünglich gewählte Julius Theodor Schmidt wurde nach der Wahl von seinem Amt als Bürgermeister von Wurzen suspendiert, weswegen er seine Wählbarkeit verlor |
| 20        | Gustav Haubold                          | |
| 21        | Carl Gottlob Schwedtler                 | |
| 22        | Otto Koch                               | |
| 23        | Carl Löwe                               | |
| 24        | Gustav Harkort                          | |
| 25        | Gotthelf Raumann                        | verspätet eingetreten am 14. Dezember 1849 |
| 26        | Ferdinand Trenkmann                     | |
| 27        | Carl Eduard Cramer                      | eingetreten am 22. Januar 1850; der ursprünglich gewählte Johann Amadeus Helbig wurde von der Regierung nicht anerkannt, da er eine von öffentlichem Amt suspendierte Person war |
| 28        | Theodor Rake                            | |
| 29        | Joseph Wilhelm Thallwitz                | |
| 30        | Carl Benjamin Eckardt                   | eingetreten am 28. November 1849 anstatt des ursprünglich gewählten Amandus August Höffner |
| 31        | Ernst Heinrich Meißner                  | |
| 32        | Hugo Alexis Richter                     | eingetreten am 4. Dezember 1849; der ursprünglich gewählte Abg. Hermann Adolph Klinger nach das Mandat im 68. Wahlkreis wahr |
| 33        | Franz Heisterbergk                      | ausgetreten vor 12. März 1850 |
| 33        | Franz Xaver Rewitzer                    | provisorisch eingetreten am 12. März 1850 |
| 34        | Philipp Leonhard Kalb                   | eingetreten am 7. Dezember 1849; der ursprünglich gewählte Ernst Leonhard Heubner wurde von der Regierung nicht anerkannt, da er eine von öffentlichem Amt suspendierte Person war |
| 35        | Carl Gottfried Wilhelm Theile           | eingetreten am 22. Januar 1850; der ursprünglich gewählte Abg. Franz Xaver Rewitzer wurde von der Regierung nicht anerkannt, da er eine von öffentlichem Amt suspendierte Person war (ab 12. März 1850 Abg. für den 33. Wahlkreis) |
| 36        | Carl Alexander Albrecht                 | eingetreten am 23. Januar 1850; der ursprünglich gewählte Abg. Wilhelm Michael Schaffrath wurde von der Regierung nicht anerkannt, da er eine von öffentlichem Amt suspendierte Person war; Mandatsniederlegung nachdem die Kammer am 13. Februar 1950 beschloss, die Suspendierung Schaffraths nicht zu akzeptieren (weder Albrecht noch Schaffrath nahmen danach an Sitzungen teil) |
| 37        | Otto Eduard Funckhänel                  | ausgetreten vor 19. Februar 1850 |
| 37        | Wilhelm Pretzsch                        | eingetreten am 19. Februar 1850 |
| 38        | Otto Wigand                             | eingetreten am 4. Dezember 1849; der ursprünglich gewählte Abg. Hermann Müller nahm das Mandat im 72. Wahlkreis wahr |
| 39        | Emil Cuno                               | |
| 40        | Johann Gotthilf Jacob                   | |
| 41        | Julius von Dieskau                      | |
| 42        | Gustav Klinckhardt                      | |
| 43        | Alexander Carl Hermann Braun            | |
| 44        | Friedrich Wilhelm Wich                  | |
| 45        | Wilhelm Zschweigert                     | war flüchtig und steckbrieflich verfolgt, aber prinzipiell wählbar |
| 46        | Johann Heinrich Leonhard Heubner        | |
| 47        | August Hermann Wapler                   | eingetreten am 12. Dezember 1849; der ursprünglich gewählte Georg Auerswald wurde von der Regierung nicht anerkannt, da er eine von öffentlichem Amt suspendierte Person war |
| 48        | Wilhelm Herold                          | eingetreten am 28. November 1849; der ursprünglich gewählte Abg. Emil Cuno vertrat den 39. Wahlkreis |
| 49        | Karl Friedrich Adolph Wieland           | |
| 50        | Carl Edmund Wagner                      | |
| 51        | Franz Eduard Raschig                    | eingetreten am 19. Dezember 1849; der ursprünglich gewählte Georg Auerswald wurde von der Regierung nicht anerkannt, da er eine von öffentlichem Amt suspendierte Person war, Heubner wollte das Mandat im 34. Wahlkreis wahrnehmen |
| 52        | Carl Friedrich Hohlfeld                 | |
| 53        | Moritz Heinrich Rosenhauer              | |
| 54        | William Hering                          | |
| 55        | Eli Evans                               | eingetreten am 12. Dezember 1849; der ursprünglich gewählte Abg. Karl Hitzschold wurde von der Regierung nicht anerkannt, da er eine von öffentlichem Amt suspendierte Person war |
| 56        | Johann Friedrich Edelmann Wagner        | |
| 57        | Julius Braun                            | eingetreten am 17. Januar 1850; der ursprünglich gewählte Abg. August Friedrich Dammann wurde von der Regierung nicht anerkannt, da er eine von öffentlichem Amt suspendierte Person war |
| 58        | Eduard Carl Friedrich Adolph von Polenz | eingetreten am 17. Januar 1850; der ursprünglich gewählte Abg. Ludwig Würkert wurde von der Regierung nicht anerkannt, da er eine von öffentlichem Amt suspendierte Person war |
| 59        | Carl Friedrich Christoph Schaarschmidt  | eingetreten am 15. Januar 1850; die ursprüngliche Wahl von Gustav Dörstling wurde wegen Formfehlern nicht anerkannt |
| 60        | Julius Ambrosius Hülße                  | |
| 61        | Friedrich August Baumgarten             | |
| 62        | Johann Carl Gottlob Bretschneider       | eingetreten am 8. Januar 1850; der ursprünglich gewählte Gustav Adolf Flemming wurde von der Regierung nicht anerkannt, da er eine von öffentlichem Amt suspendierte Person war |
| 63        | Franz Rauch                             | eingetreten am 7. Dezember 1849; der ursprünglich gewählte Abg. Otto Leonhard Heubner wurde von der Regierung nicht anerkannt, da er eine von öffentlichem Amt suspendierte Person war |
| 64        | Carl Franz Theodor Leonhardt            | |
| 65        | Julius Heinrich Voigt                   | |
| 66        | Ernst Ludwig Mauckisch                  | |
| 67        | Hermann Freiherr von Friesen            | |
| 68        | Hermann Adolph Klinger                  | |
| 69        | Friedrich Wilhelm Ziesler               | |
| 70        | Louis Heinrich August Dammann           | |
| 71        | Christian Gottlob Eymann                | |
| 72        | Hermann Müller                          | |
| 73        | Louis Friedrich Oskar Schwarze          | eingetreten am 4. Dezember 1849; der ursprünglich gewählte Christian Albert Weinlig nahm ein Mandat in der I. Kammer wahr |
| 74        | Gustav Friedrich Held                   | |
| 75        | Carl Theodor Wagner                     | |